# Podospora selenospora
Podospora selenospora är en svampart som beskrevs av Stchigel, Guarro & M. Calduch 2002. Podospora selenospora ingår i släktet Podospora och familjen Lasiosphaeriaceae.   Inga underarter finns listade i Catalogue of Life.